# (32097) 2000 KN39
2000 KN39 (asteroide 32097) é um asteroide da cintura principal. Possui uma excentricidade de 0.10462270 e uma inclinação de 3.90314º.
Este asteroide foi descoberto no dia 24 de maio de 2000 por Spacewatch em Kitt Peak.